# Leiothrix hirsuta
Leiothrix hirsuta là một loài thực vật có hoa trong họ Eriocaulaceae. Loài này được (Wikstr.) Ruhland mô tả khoa học đầu tiên năm 1903.